# レロン・リー
レロン・リー（Leron Lee [ˈliːrɔn liː], 1948年3月4日 - ）は、アメリカ合衆国カリフォルニア州ベーカーズフィールド出身の元プロ野球選手（外野手）。
同時期に活躍したレオン・リーは実弟。甥（レオンの息子）はプロ野球選手のデレク・リー。

## 経歴
グラントユニオン高校を経て、1966年にMLBのセントルイス・カージナルスと契約。1969年にMLB初昇格。打撃は平凡、守備もあまり上手くないとあって出番は少なく、サンディエゴ・パドレス、クリーブランド・インディアンス、ロサンゼルス・ドジャースとチームを転々とする。MLB時代の自己最高は、パドレスに在籍していた1972年の打率.300、本塁打12本、打点47。同年の7月4日、敵地シェイ・スタジアムで行われたニューヨーク・メッツ戦（ダブルヘッダー第1試合）では、3番・左翼手として出場し、9回1死まで無安打を続けてきたメッツのトム・シーバーから中前打を放ち、シーバーのノーヒットノーランを阻止している。なお同試合には、のちに日本ハムと大洋でプレーするゲーリー・ジェスタッド（登録名はそれぞれ「ジェスター」と「ゲーリー」）がパドレスの代打、のち中日でプレーするウェイン・ギャレットがメッツの3番・二塁手として出場していた。
日本に活躍の場を求め、1977年にロッテオリオンズに入団（以前ロッテに在籍していたジム・ラフィーバーの仲介による）。来日直後のキャンプでは評論家やマスコミに「パワーがなく、期待できない」と酷評されたが、1年目から活躍し、本塁打王と打点王の二冠に輝く。「1年目のシーズン前に、巨人とのオープン戦がありました。金田（正一）監督とジャイアンツの長嶋（茂雄）監督は元チームメイトだったので、会話していて。2人が私と王さんをつなげてくれたんです。そこで同じ左バッターの王さんからアドバイスをいただきました。王さんが言うには打撃のポイントは右手にあると。『バットを振るときに下の右手から動かすイメージを持つといい』とおっしゃったんです。驚きました。それまでスイングを始動するのは、力を出しやすい上の利き手（左手）だと思っていましたから。でも王さんによれば、『下の右手を意識すれば力みがなくなってファウルボールが減る。その結果、ホームランが増える』と。さっそく実践してみたら、引っ張ったボールがファウルにならなくなった。以来、右手を鍛えるために、食事や書くときなど、日常生活で右手を使うことを心がけました。1年目の本塁打王を獲得できたのは、間違いなく王さんのお陰です」と述べている。
1978年には弟のレオン・リーを呼び（1982年までロッテ在籍）、有藤道世、落合博満（1979年新入団）らと強力クリーンアップを形成。この際、背ネーム表記をフルネームである「LERON LEE」に変更する。
1980年には首位打者を獲得するなど、その後もロッテの主軸打者として安定した活躍を続けた。ところが1986年オフに現役を引退し監督に就任した有藤は、リーの妻である美樹・リーの著書によると「リーを使わない」「（有藤と）仲の悪い落合の放出」の2つを監督就任の条件に挙げたという。このことや自身の加齢も重なり1987年はロッテ在籍中最低の成績で終わり、同シーズン限りで退団・帰国。リーは指導者、あるいは解説者として日本に残ることを希望したが、どこからも誘いがなかったという。40歳目前のリーを解雇したロッテは、新助っ人として37歳のビル・マドロックを獲得したが、期待したほど成績を残せなかったため1年で解雇している。
2013年にパ・リーグの企画「レジェンド・シリーズ2013」のため来日。8月31日の千葉ロッテマリーンズ対北海道日本ハムファイターズ戦の始球式に打者として登場した。ロッテ打撃コーチの堀幸一（リー退団と入れ替わりにロッテ新入団。1991年 - 2010年はリーと同じく背番号5を着用）が投手となり、結果はピッチャーフライだった。

## 選手としての特徴
生涯打率（4000打数以上）では、日本プロ野球歴代1位の.320を記録（ただし、日米通算記録者を含めると第1位はイチローの.322である。）している。NPBに11シーズン在籍した中で、規定打席到達のうえ3割を超える打率を残した回数は9回。1982年にも規定打席不足ながら.326の打率を残しており、これを含めるとすれば、3割を切ったのは退団した1987年のみである。通算安打1579本は2008年にタフィ・ローズに抜かれるまで、外国人選手として21年間歴代最多を誇った。
現役時代はサイドスロー左腕の永射保投手（クラウン・西武）が苦手で、打率.153に抑え込まれ、苦肉の策として右打席に立ったこともある。

## 人物
ロッテ時代のユニフォーム背ネームは、レオン加入前の入団1年目から「LERON.LEE」だった。
私生活では1983年に自動車会社の通訳をしていた日本人女性（先述）と結婚した。
引退後はアトランタ・ブレーブスでスカウトを務めた。

## 詳細情報

### 年度別打撃成績
| 年 度     | 球 団     | 試 合 | 打 席 | 打 数 | 得 点 | 安 打 | 二 塁 打 | 三 塁 打 | 本 塁 打 | 塁 打 | 打 点 | 盗 塁 | 盗 塁 死 | 犠 打 | 犠 飛 | 四 球 | 敬 遠 | 死 球 | 三 振 | 併 殺 打 | 打 率 | 出 塁 率 | 長 打 率 | O P S |
| --------- | --------- | ----- | ----- | ----- | ----- | ----- | -------- | -------- | -------- | ----- | ----- | ----- | -------- | ----- | ----- | ----- | ----- | ----- | ----- | -------- | ----- | -------- | -------- | ----- |
| 1969      | STL       | 7     | 26    | 23    | 3     | 5     | 1        | 0        | 0        | 6     | 0     | 0     | 0        | 0     | 0     | 3     | 0     | 0     | 8     | 0        | .217  | .308     | .261     | .569  |
| 1970      | STL       | 121   | 294   | 264   | 28    | 60    | 13       | 1        | 6        | 93    | 23    | 5     | 1        | 1     | 4     | 24    | 4     | 1     | 66    | 4        | .227  | .290     | .352     | .642  |
| 1971      | STL       | 25    | 32    | 28    | 3     | 5     | 1        | 0        | 1        | 9     | 2     | 0     | 1        | 0     | 0     | 4     | 0     | 0     | 12    | 2        | .179  | .281     | .321     | .603  |
| 1971      | SD        | 79    | 275   | 256   | 29    | 70    | 20       | 2        | 4        | 106   | 21    | 4     | 5        | 1     | 0     | 18    | 4     | 0     | 45    | 4        | .273  | .321     | .414     | .735  |
| '71計     | SD        | 104   | 307   | 284   | 32    | 75    | 21       | 2        | 5        | 115   | 23    | 4     | 6        | 1     | 0     | 22    | 4     | 0     | 57    | 6        | .264  | .317     | .405     | .722  |
| 1972      | SD        | 101   | 405   | 370   | 50    | 111   | 23       | 7        | 12       | 184   | 47    | 2     | 5        | 0     | 3     | 29    | 4     | 3     | 58    | 9        | .300  | .353     | .497     | .850  |
| 1973      | SD        | 117   | 369   | 333   | 36    | 79    | 7        | 2        | 3        | 99    | 30    | 4     | 0        | 0     | 2     | 33    | 3     | 1     | 61    | 9        | .237  | .306     | .297     | .604  |
| 1974      | CLE       | 79    | 248   | 232   | 18    | 54    | 13       | 0        | 5        | 82    | 25    | 3     | 2        | 1     | 0     | 15    | 2     | 0     | 42    | 8        | .233  | .279     | .353     | .633  |
| 1975      | CLE       | 13    | 26    | 23    | 3     | 3     | 1        | 0        | 0        | 4     | 0     | 1     | 0        | 0     | 0     | 2     | 0     | 1     | 5     | 0        | .130  | .231     | .174     | .405  |
| 1975      | LAD       | 48    | 47    | 43    | 2     | 11    | 4        | 0        | 0        | 15    | 2     | 0     | 0        | 0     | 1     | 3     | 1     | 0     | 9     | 0        | .256  | .298     | .349     | .647  |
| '75計     | LAD       | 61    | 73    | 66    | 5     | 14    | 5        | 0        | 0        | 19    | 2     | 1     | 0        | 0     | 1     | 5     | 1     | 1     | 14    | 0        | .212  | .274     | .288     | .562  |
| 1976      | LAD       | 23    | 47    | 45    | 1     | 6     | 0        | 1        | 0        | 8     | 2     | 0     | 0        | 0     | 0     | 2     | 1     | 0     | 9     | 1        | .133  | .170     | .178     | .348  |
| 1977      | ロッテ    | 124   | 512   | 467   | 74    | 148   | 30       | 3        | 34       | 286   | 109   | 9     | 10       | 0     | 6     | 36    | 5     | 3     | 106   | 4        | .317  | .365     | .612     | .978  |
| 1978      | ロッテ    | 126   | 514   | 461   | 76    | 146   | 22       | 0        | 30       | 258   | 88    | 3     | 5        | 1     | 3     | 41    | 16    | 8     | 86    | 6        | .317  | .380     | .560     | .940  |
| 1979      | ロッテ    | 126   | 516   | 471   | 79    | 157   | 28       | 3        | 28       | 275   | 95    | 2     | 1        | 0     | 2     | 38    | 8     | 5     | 61    | 8        | .333  | .388     | .584     | .971  |
| 1980      | ロッテ    | 127   | 530   | 489   | 88    | 175   | 15       | 1        | 33       | 291   | 90    | 1     | 0        | 0     | 5     | 33    | 9     | 3     | 58    | 9        | .358  | .398     | .595     | .993  |
| 1981      | ロッテ    | 125   | 501   | 447   | 58    | 135   | 11       | 2        | 19       | 207   | 71    | 5     | 2        | 0     | 3     | 48    | 3     | 3     | 57    | 8        | .302  | .371     | .463     | .834  |
| 1982      | ロッテ    | 84    | 362   | 322   | 53    | 105   | 11       | 0        | 15       | 161   | 60    | 1     | 0        | 0     | 1     | 36    | 5     | 3     | 37    | 9        | .326  | .398     | .500     | .898  |
| 1983      | ロッテ    | 126   | 524   | 479   | 71    | 152   | 26       | 1        | 25       | 255   | 82    | 2     | 1        | 0     | 3     | 41    | 3     | 1     | 63    | 15       | .317  | .370     | .532     | .903  |
| 1984      | ロッテ    | 129   | 553   | 485   | 84    | 150   | 23       | 2        | 31       | 270   | 88    | 5     | 2        | 1     | 2     | 58    | 3     | 7     | 62    | 11       | .309  | .389     | .557     | .946  |
| 1985      | ロッテ    | 115   | 510   | 451   | 87    | 148   | 21       | 1        | 28       | 255   | 94    | 1     | 1        | 1     | 4     | 48    | 0     | 6     | 53    | 11       | .328  | .397     | .565     | .962  |
| 1986      | ロッテ    | 129   | 541   | 483   | 75    | 160   | 18       | 0        | 31       | 271   | 94    | 1     | 1        | 0     | 3     | 53    | 1     | 2     | 55    | 25       | .331  | .397     | .561     | .958  |
| 1987      | ロッテ    | 104   | 422   | 379   | 41    | 103   | 15       | 0        | 9        | 145   | 41    | 3     | 1        | 0     | 2     | 41    | 11    | 0     | 52    | 9        | .272  | .341     | .383     | .724  |
| MLB：8年  | MLB：8年  | 613   | 1769  | 1617  | 173   | 404   | 83       | 13       | 31       | 606   | 152   | 19    | 14       | 3     | 10    | 133   | 19    | 6     | 315   | 37       | .250  | .307     | .375     | .682  |
| NPB：11年 | NPB：11年 | 1315  | 5485  | 4934  | 786   | 1579  | 220      | 13       | 283      | 2674  | 912   | 33    | 24       | 3     | 34    | 473   | 64    | 41    | 690   | 115      | .320  | .382     | .542     | .924  |

- 各年度の太字はリーグ最高
- 赤文字はNPBにおける歴代最高

### タイトル
NPB
- 首位打者：1回 （1980年）
- 本塁打王：1回 （1977年）
- 打点王：1回 （1977年）
- 最多安打：1回（1980年）  ※当時連盟表彰なし、1994年より表彰

### 表彰
NPB
- ベストナイン：4回 （外野手部門：1977年、1980年 指名打者部門：1984年、1985年）
- 月間MVP：1回 （1980年5月）
- パ・リーグプレーオフ技能賞：1回 （1977年）

### 記録
NPB初記録
- 初出場・初先発出場：1977年4月2日、対近鉄バファローズ前期1回戦（宮城球場）、4番・指名打者として先発出場
- 初安打・初本塁打・初打点：1977年4月3日、対近鉄バファローズ前期2回戦（宮城球場）、6回裏に柳田豊からソロ

NPB節目の記録
- 100本塁打：1980年5月9日、対日本ハムファイターズ前期5回戦（後楽園球場）、5回表に杉山知隆から左越ソロ　※史上108人目
- 150本塁打：1982年7月7日、対西武ライオンズ後期2回戦（平和台球場）、5回裏に東尾修から左越3ラン　※史上66人目
- 1000安打：1983年9月17日、対西武ライオンズ23回戦（西武ライオンズ球場）、7回表に東尾修から中前安打　※史上129人目
- 200本塁打：1984年7月19日、対近鉄バファローズ21回戦（平和台球場）、3回裏に小野和義から左越2ラン　※史上44人目
- 1000試合出場：1985年6月15日、対阪急ブレーブス11回戦（松江市営野球場）、3番・指名打者として先発出場　※史上255人目
- 250本塁打：1986年6月14日、対南海ホークス11回戦（大阪球場）、5回表に井上祐二から中越ソロ　※史上25人目
- 1500安打：1987年5月15日、対日本ハムファイターズ7回戦（平和台球場）、3回裏に田中富生から右前安打　※史上53人目

NPBその他の記録
- 11試合連続打点（1977年5月8日 - 5月19日）※パ・リーグ記録
- オールスターゲーム出場：4回 （1977年、1979年 - 1981年）
- 最高出塁率無しでの通算出塁率.3818　※4000打数以上では歴代最高

### 背番号
- 37 （1969年 - 1971年途中）
- 24 （1971年途中 - 1973年）
- 22 （1974年 - 1975年途中）
- 9 （1975年途中 - 1976年）
- 5 （1977年 - 1987年）

## 関連情報

### 歌
- 「ベースボール・ブギー」（弟のレオン･リーと共演、リー・ブラザース名義）